# Tavon Austin
Pour les articles homonymes, voir Austin.
(en) Statistiques sur pro-football-reference
Tavon Welsey Austin, né le 15 mars 1991 à Baltimore, est un joueur américain de football américain. 

## Enfance
Austin va au lycée au Paul Laurence Dunbar High School de Baltimore et évolue avec l'équipe de football américain de l'établissement. Il joue comme running back. Lors de sa dernière saison à ce niveau, il parcourt 2 660 yards en 218 courses et inscrit trente-quatre touchdowns. Il remporte à deux reprises le titre de meilleur joueur offensif du Maryland et permet à son lycée de remporter, à trois reprises consécutives, le championnat du Maryland division Class 1A.

## Carrière

### Université
Intégrant l'université de Virginie-Occidentale, il commence à jouer pour l'équipe des Mountaineers en 2009. Austin inscrit son premier touchdown en NCAA, face aux Pirates d'East Carolina, un touchdown de cinquante-quatre yards sur passe. Lors de cette même saison, il inscrit un touchdown sur retour de coup de pied (kickoff) de quatre-vingt-dix-huit yards face aux Huskies du Connecticut. En 2010, il obtient une place de wide receiver titulaire et continue à impressionner, avec cinquante-huit réceptions pour 787 yards et huit touchdowns.
Austin s'impose de plus en plus dans cette équipe des Mountaineers, devenant le receveur numéro un pendant deux saisons, dépassant cent réceptions lors de ses deux dernières saisons. Lors du Orange Bowl 2012, il bat le record de touchdowns inscrits par un joueur lors d'un match du Orange Bowl avec quatre.

### Professionnel
Tavon Austin est sélectionné au premier tour de la draft de la NFL de 2013 par les Rams de Saint-Louis, au huitième choix. Il retrouve, dans cette équipe, son coéquipier à l'université Stedman Bailey, drafté lors du troisième tour par la franchise de Saint-Louis.

## Palmarès
- Deux fois meilleur joueur offensif du Maryland (niveau lycée)
- Trois champion du Maryland Class 1A (niveau lycée)
- Équipe des freshmans (nouveaux joueurs) de la Big East Conference 2009 selon ESPN.com
- Équipe de la Big East Conference 2010 selon Rivals.com
- Seconde équipe de la Big East Conference 2010 selon les entraîneurs
- Joueur de l'escouade spéciale de la Big East conference 2011 et 2012
- Équipe de la Big East Conference 2011 selon ESPN.com, les entraîneurs et Phil Steele
- Joueur offensif des Mountaineers de la Virginie-Occidentale 2011
- Équipe All-American 2011 selon CBSSports.com et Phil Steele
- Troisième équipe All-American 2011 selon l'Associated Press
- Équipe de la Big East Conference 2012
- Vainqueur du Paul Hornung Award 2012
- Vainqueur du Johnny Rodgers Award 2012
- Huitième aux votes pour le Trophée Heisman 2012